# 헤이그 왕립예술원
헤이그 왕립예술원(KABK, 네덜란드어: Koninklijke Academie van Beeldende Kunsten, 영어: Royal Academy of Art, The Hague)은 네덜란드 헤이그에 위치한 예술 대학이다. 세계에서 가장 오래된 예술 교육기관 중 하나로, 네덜란드 인상주의와 두번째 황금시대 미술을 이끌었다.

## 역사
2010년, 헤이그 왕립음악원과 함께 헤이그 예술대학(University of the Arts The Hague)으로 통합되었다. 네덜란드에서 유일하게 오라녜나사우가의 지원을 받는 예술 학교로 남아있다.

## 한국인 졸업생
다양한 방법으로 진학할 수 있다.
- 국내 미술학도 네덜란드 왕립대 합격

외국인 유학생 중 한국인이 가장 많다.
- 국제학생 통계 살펴보기

## 논란
삭제해주세요

## 같이 보기
- 네덜란드의 미술
- 네덜란드 황금시대